# Famille Dollfus
La famille Dollfus est l'une des plus anciennes familles de Mulhouse. Son nom est associé à celui de l'entreprise textile DMC, à l'histoire de Mulhouse et au protestantisme français.

## Historique
Le plus ancien membre de la famille Dollfus cité dans le livre de Max Dollfus est Hans (Jean) Dollfus, né vers 1460 à Rheinfelden, en Suisse. Hans Dollfus a trois fils Caspar (Gaspar), Peter (Pierre) et Hans (Jean). La famille Dollfus se sépare en deux branches : une branche restée à Rheinfelden avec Peter et Hans, et une autre branche qui s'est installée à Mulhouse avec Caspar.
Gaspard (vers 1500-après 1563) Dollfus s'installe comme forgeron à Mulhouse en 1554. On suppose que cette migration est provoquée par des menaces proférées par l’évêque de Bâle contre les protestants. Il a deux fils, Hans et Caspar, et une fille Merga, nés à Rheinfelden entre 1515 et 1535. Le 9 février 1533, Hans (Jean) Dollfus (vers 1515-après le 24 février 1577) quitte Rheinfelden. Il est installé à Mulhouse le 12 juillet 1553. Il a amené avec lui son fils Hans né d'un premier mariage. Il se remarie à Mulhouse avec Elisabeth Fimbel, veuve de Michel Bils. Peu après son arrivée à Mulhouse, Hans Dollfus a acheté une maison « sise au Gänseplatz ». Le choix de Mulhouse est peut-être dû au fait que c'était une ville libre, alliée aux cantons helvétiques de Berne et de Soleure depuis 1515, était en effet passée en bloc au protestantisme en 1523. Le second fils de Caspar (Gaspard) Dollfus (né vers 1522) a quitté Rheinfelden et s'est établi à Wassertrüdingen, près d'Ansbach, en Bavière, où il est probablement mort. Il est cité dans un acte de 1559 ainsi qu'un fils, Balthasar Dollfus. Il est probablement à l'origine des Dollfus d'Ansbach, branche éteinte. Merga s'est mariée à Mulhouse.
Hans (Jean) Dollfus, né à Rheinfelden vers 1540, mort à Mulhouse vers janvier 1591, fils de Hans (Jean) Dollfus a  épousé à 20 ans, vers 1560, une jeune veuve issue du patriciat de Mulhouse, de 5 ans son aînée, Ursula Geyelin (vers 1535-après 1576), dont il a eu trois fils, Caspar (1570-1634), Hans (ca 1574-avant 1612) et Peter (ca 1576-1611), et deux filles, Barbara (ca 1568-après 1604) et Ursula (ca 1572-1628). Il est arrivé à Mulhouse avec son père, en 1553. Dès 1568, il est nommé au conseil de sa corporation, puis à sa tête en 1584, et, en 1586, sénateur de la République de Mulhouse. Son fils Caspar (Gaspard) (1570-1634) a été maire de Mulhouse de 1618 à sa mort en 1634. Il s'est marié trois fois et a eu quatre garçons, Hans-Heinrich (Jean-Henri), Hans-Caspar (Jean-Gaspard), Johannes (Jean) et Peter (Pierre), et trois filles mariées, Rosina, Margretha et Ursula. En tout, sa descendance fournira 15 chefs de corporation et 6 maires à la ville de Mulhouse Hans-Heinrich (Jean-Henri) (1604-assassiné par des brigands en 1638) s'est marié deux fois et a eu six enfants, dont deux fils, Caspar (Gaspard) (1629-1687) qui a donné la branche des Dollfus dite de la Cour du chapitre, et Johannes (Jean) (1635-1716) qui est à l'origine des branches dites de la Cour de Lorraine et de la Cour des Trois-Rois. Son frère, Hans-Caspar (1608-1690) a été le second bourgmestre de Mulhouse de la famille Dollfus, de 1665 à sa mort en 1690. Il a participé en 1663 à la mission diplomatique helvétique auprès de Louis XIV afin de renouveler l'alliance franco-helvétique.. Son frère Johannes (Jean) (1619-1701) n'a pas eu de rôle important à Mulhouse.
- Hans (Jean) Dollfus (né vers 1540 à Rheinfelden)
  - Caspar (Gaspard) Dollfus (avant 1500-près de Mulhouse après 1563)
    - Hans (Jean) Dollfus (vers 1515-après 1577) marié en secondes noces en 1533 avec Elisabeth Fimbel
      - Hans (Jean) Dollfus (Rheinfelden vers 1540-Mulhouse vers janvier 1591) marié vers 1560 avec Ursula Geyelin de Mulhouse
        - Barbara Dollfus (vers 1568-après 1604)
        - Caspar (Gaspard) Dollfus (Mulhouse 1570-Mulhouse 1634) marié en premières noces en 1593 avec Ursula Schlosse, en deuxièmes noces en 1604 avec Catharina Risler, en troisièmes noces vers 1625 avec Magdalena Heilmann
          - Hans-Heinrich (Jean-Henri) Dollfus (Mulhouse 1604-Habsheim 1638) marié en premières noces en 1625 avec Maria Marx, et en secondes noces vers 1633 avec Anna Gerwin
            - Caspar (Gaspard) Dollfus (1629-1685) marié en 1657 avec Anna-Rosina Engelmann[16], 11 enfants, dont :
              - Hans-Caspar (Jean-Gaspard) Dollfus (1664-1719), marié en 1687 avec Magdalena Heilmann, 11 enfants, dont :
                - Hans-Heinrich (Jean-Henri) Dollfus (1692-1747), marié en 1720 avec Elisabeth Engelmann
                - Johannes (Jean) Dollfus (1711-1763), marié en 1753 avec Elisabeth Risler

              - Philipp (Philippe) Dollfus (1666-1730), marié en 1690 avec Martha Franck, 8 enfants, dont :
                - Philipp (Philippe) Dollfus (1695-1754), marié en 1718 avec Anna Cornetz
                - Hans-Caspar (Jean-Gaspard) Dollfus (1700-1788), marié en 1729 avec Chrischona Pfaff
                  - Philipp Dollfus (1732-1767), marié en 1759 à Eugénie-Catherine-Marguerite Perdrizet
                  - Hans-Caspar Dollfus (1738-1778), marié en 1763 à Salomé Schmerber
                  - Johannes Dollfus (1741-1807), marié en 1764 à Élisabeth Risler
                  - Hans-Georg Dollfus (1746-1789), marié en 1769 à Maria-Magdalena Geyelin
                    - Johann-Caspar Dollfus (1771-1840), teinturier à Mulhouse, marié en 1799 à Cleopha Vogel
                    - Adam Dollfus (1773-1855), marié en 1801 à Marthe Huguenin
                      - Frédéric Dollfus (1803-1856), négociant en tissus à Paris, marié en 1844 à Paris avec Noémie-Élisabeth-Caroline Martin
                        - Gustave-Frédéric Dollfus (1850-1931), géologue, malacologue et phycologue, président de la Société géologique de France, marié en 1884 à Louise-Fanny Bazin

                      - Guillaume-Gaspard Dollfus (1817-1879), manufacturier, directeur de la maison Dollfus-Dettwiller, marié en 1846 à Catherine Dettwiller
                        - Gaspard-Édouard Dollfus (1847- ), manufacturier, marié en 1874 à Barbe-Emma Flach

                - Hans-Georg (Jean-Georges) Dollfus (1704-1745), marié en 1738 à Londres

              - Hans-Heinrich (Jean-Henri) Dollfus (1668-1704), marié en 1692 avec Judith Risler, 5 enfants
              - Johannes (Jean) Dollfus (1669-1704), marié en 1696 avec Anna-Maria Schmidt, 3 enfants
              - Gottfried Dollfus (1672-1740), marié en 1695, 1716 et 1729

            - Johannes (Jean) Dollfus (1635-1716) marié en 1659 avec Ursula Richard
              - Hans-Heinrich (Jean-Henri) Dollfus (1667-1747) marié en première noces en 1687 avec Margreth Salathé, et en secondes noces en 1725 avec Anna-Maria Schwartz
                - Johannes (Jean) Dollfus (1694-1736) voir Jean Dollfus, marié à Anna-Catharina Bernoulli
                  - Johann-Heinrich (Jean-Henri) Dollfus (1724-1802), branche de la Cour de Lorraine[17]
                  - Johannes (Jean) Dollfus (1729-1800), branche de la Cour des Trois-Rois[18]

                - Hans-Georg (Jean-Georges) Dollfus (1698-1752)
                - Hans-Heinrich (Jean-Henri) Dollfus (1705-1759)[19]

          - Hans-Caspar (Jean-Gaspard) Dollfus (1608-1690) marié en 1629 avec Elisabeth Engelmann
          - Johannes (Jean) Dollfus (1619-1701) marié en premières noces vers 1638 avec Elisabeth Muller, et en secondes noces en 1678 avec Barbara Wagner
          - Peter (Pierre) Dollfus (1625-1677) marié en premières noces en 1649 avec Catharina Zetter, et en secondes noces en 1670 avec Catharina Junghän[20], 15 enfants, dont :
            - Hans-Caspar (Jean-Gaspard) Dollfus (1650-1706) marié en premières noces en 1671 avec Barbara Zürcher, et en secondes noces en 1691 avec Anna-Maria-Elisabeth Steffan[21], 11 enfants, dont :
              - Johannes (Jean) Dollfus (1692-avant 1760), marié en premières noces en 1718 avec Anna-Catharina Meyer, et en secondes noces en 1728 avec Anna-Margreth Hoffmann, 10 enfants, dont :
                - Adam Dollfus (1718-1759) marié en 1746 avec Ursula Schoen

              - Adam-Heinrich (Adam-Henri) Dollfus (1701-1773), marié en 1725, 1738 et 1753, 2 enfants

            - Peter (Pierre) Dollfus (1652-1708) marié en premières noces en 1682 avec Ursula Abt, et en secondes noces avec 1684 avec Agnes Arlenspach, 14 enfants, dont :
              - Peter (Pierre) Dollfus (1689-1728), marié en premières noces en 1712 avec Margreth Brüstlein, et en secondes noces en 1724 avec Anna-Barbara Eck
                - Johannes (Jean) Dollfus (1720-1777)

              - Johannes (Jean) Dollfus (1694-1750), marié en 1720 avec Anna-Catharina Klein,
              - Adam-Heinrich (Adam-Henri) Dollfus (1696-1742)
              - Niclaus (Nicolas) Dollfus (1703-1753)

            - Philipp-Heinrich (Philippe-Henri) Dollfus (1664-1731) marié en 1686 avec Dorothea Gœtz, 9 enfants, dont :
              - Philipp-Heinrich (Philippe-Henri) Dollfus (1686-1742)
              - Johannes (Jean) Dollfus (1700-1702)
              - Han-Caspar (Jean-Gaspard) Dollfus (1706-1778)

            - Adam-Heinrich (Adam-Henri) Dollfus (1671-1725) marié en 1694 avec Susanna Wagner
            - Hans-Jacob (Jean-Jacques) Dollfus (1673-1733) marié en premières noces en 1699 avec Anna-Elisabeth Schlumberger, et en secondes noces en 1718 avec Magdalena Schwartz, 7 enfants, dont :
              - Hans-Ulrich Dollfus (1708-1779
              - Adam-Heinrich (Adam-Henri) Dollfus (1713-1784)

        - Ursula Dollfus (vers 1572-1628)
        - Hans (Jean) Dollfus (vers 1574-à Pausram (Moravie) avant 1612)
        - Peter (Pierre) Dollfus (vers 1576-1611)[22] marié en 1600 avec Cloranna Biegeisen[23]

    - Caspar (Gaspard) Dollfus (Rheinfelden vers 1522-Wassertrüdingen près d’Ansbach (Bavière))
    - Merga Dollfus (Rheinfelden vers 1535) mariée avant 1560 avec Frantz Vetter de Mulhouse, divorcée en 1562

  - Peter (Pierre) l'aîné Dollfus (Rheinfelden vers 1500-entre 1559et 1565)
    - Peter (Pierre) le jeune Dollfus (Rheinfelden 1528-Rheinfelden entre 1572 et 1578) marié en premières noces avec X. Spiegel et en secondes noces vers 1560 avec Salomé Schreyber
      - Georg (Georges) Dollfus (Rheinfelden 1556-Rheinfelden 1619) marié en premières noces en 1584 avec Margareth Wicher, et en secondes noces en 1587 avec Catharina Bogler
        - Materno (né en 1585), Christian (né en 1587 de la seconde union), Maria-Salomé Dollfus (née en 1592), Anna-Maria Dollfus (née en 1595), Conrad Dollfus (né en 1598), Catharina Dollfus (née en 1600), Helena Dollfus (née en 1613), Verena Dollfus (née en 1617)

      - Leonhard Dollfus (Rheinfelden vers 1563-Rheinfelden 1618) marié en premières noces avant 1593 avec Barbara Wildner, et en secondes noces fin 1593 avec Verena Ziegler
        - Jacob Dollfus (né en 1594), Anna-Maria Dollfus (née en 1595), Anna Dollfus (née en 1597), Johannes Dollfus (né en 1598), Johannes-Aldebertus Dollfus (né en 1602), Elisabeth Dollfus (née en 1604)

  - Hans (Jean) l'aîné Dollfus (vers 1500-avant 1565), marié avec X Rieder de Rheinfelden
    - Hans (Jean) le jeune Dollfus (Rheinfelden vers 1533-Rheinfelden avant 1578)
      - Ulrich Dollfus (vers 1554-Rheinfelden 1613) marié en premières noces avant 1581 avec Anna Weibler, et en secondes noces en 1587 avec Margareth Werner
        - Hans-Jacob Dollfus (avant 1582-après 1600)
        - Magdalena Dollfus (née en 1582) mariée en premières noces en 1609 avec Hans Alger, et en secondes noces avec Hans Meyer
        - Agnes Dollfus (1584-avant 1680)
        - Maria Dollfus (né en 1588)
        - Bartholomeus Dollfus (1590-1658) marié en premières noces en 1613 avec Elisabeth Hug, et en secondes noces en 1625 avec Elisabeth Scherer
        - Conrad (en 1593), Caspar (en 1593), Christine (en 1596), Anna (en 1598), Margareth (en 1599) et Ulrich (en 1605)

      - Hans (Jean) Dollfus (Rheinfelden vers 1555-Rheinfelden 1597) marié en 1583 avec Barbara Lenz
        - Kunigundis (en 1586), Bernhard (en 1588), Michael (en 1590), X (en 1591), Marcel (en 1593), Reichart (en 1595), Johannes (en 1597)

      - Lorentz Dollfus (Rheinfelden vers 1556-Rheinfelden entre 1587 et 1588) marié en 1584 avec Eva Kernlin
        - Anna (en 1585), X (en 1587)

## Expansion économique
Beaucoup des descendants de Gaspard Dollfus jouent un rôle important dans l'essor économique très rapide de Mulhouse à partir du XVIIIe siècle. Plus particulièrement, en 1746, Jean-Henri Dollfus fonde avec deux autres jeunes entrepreneurs Jean-Jacques Schmalzer et Samuel Koechlin une entreprise qui devient la pionnière en Europe de la fabrication industrielle des Indiennes ( imprimés indiens ), jusqu’alors peints à la main. Par la suite, l'entreprise se consacre exclusivement à la production de tissus imprimés. Les deux frères Jean-Henri et Jean Dollfus en assurent la direction. Devenue Dollfus-Mieg et Compagnie à l'occasion d'un mariage, la société sera connue dès lors, et très largement sous le nom de DMC. 
Parmi les nombreuses autres entreprises nées dans le giron de la famille Dollfus, citons :
- Riesler, Dollfus et Compagnie, indiennerie à Mulhouse, qui essaime ainsi[12] :
  - (Nicolas) Dollfus et Compagnie, indiennerie, à Mulhouse
  - Indiennerie Jean-Jacques Dollfus et Compagnie, à Bièvres
  - Lischy & Dollfus, filature et tissage à Bollwiller
- Heilmann, Dollfus et Compagnie, indiennerie à Mulhouse[12]
- Dollfus & frères, gravure pour impression à Mulhouse, qui développe ensuite[12] :
  - Indiennerie Ferdinand Dollfus à Jouy-en-Josas
- Dollfus Frères, fabrique de produits chimiques à Chemnitz[12]
- Gerber-Keller & Dollfus, fabrique de couleur d'aniline à Bâle[12]
- Dollfus-Dettwiller et Compagnie, fabrique de drap à Sausheim[12], d'où :
  - Tissage Dollfus-Noak à Valdoie[24]
- Tissage Pierre Dollfus à Lapoutroie[25].

## Musée
Auguste Dollfus, industriel comme ses aïeux depuis 4 générations, est un passionné de généalogie et d’histoire ; il est l'auteur des premières généalogies familiales (celle des Dollfus en 1879 et celle des Koechlin en 1881) et collabora à l’histoire documentaire de l’industrie de Mulhouse au XIXe siècle. Pendant sa présidence de la Société industrielle de Mulhouse (SIM), celle-ci créa le Musée des beaux-arts en édifiant le bâtiment qui est devenu depuis le Musée de l'impression sur étoffes. Son fils Max Dollfus, également industriel, publie à son tour en 1909 son imposante histoire et généalogie de la famille Dollfus de Mulhouse. La même année, il sollicite plusieurs membres de la famille à propos de son projet de création d'un musée réunissant les tableaux et souvenirs historiques de la famille. L'assemblée constitutive du Musée des familles Dollfus et Mieg se tient le 27 avril 1912 en présence de 48 personnes, et le musée ouvre en 1913 dans l'hôtel particulier acquis trois ans plus tôt par Max Dollfus à cette fin. La collection, miraculeusement préservée malgré les destructions de la deuxième Guerre mondiale, dort dans des caisses jusqu'au début des années 1990. La collection est inventoriée en 1992 et ses plus belles pièces sont à présent visibles au Musée historique de la ville de Mulhouse.

## Liens de filiation entre les personnalités notoires
- Hans-Heinrich Dollfus (1667-1747), maire de Mulhouse, député. Il épouse Margaretha Salathé.
  - Johannes Dollfus (1694-1736) épouse Anna Catharina Bernoulli.
    - Jean-Henri Dollfus (1724-1802), peintre, industriel, fondateur de DMC. Il épouse Anna Margaretha Vetter.
      - Jean-Henri Dollfus fils (1755-1825), manufacturier et maire de Mulhouse.

    - Johannes Dollfus (1729-1800), pharmacien puis industriel, apothicaire et fabricant d'étoffes, maire de Mulhouse. Il épouse Maria Magdalena Mieg.
      - Daniel Jean Dollfus (1769-1818), manufacturier. Il épouse Anna Maria Mieg.
        - Émile Dollfus (1805-1858) est à l'origine en 1826, avec 22 autres industriels, de la création de la Société Industrielle de Mulhouse (SIM), qu'il présidera pendant plusieurs années. Le but de la SIM est d'abord le développement technologique et économique de Mulhouse, mais, à partir de 1853, elle développe le « modèle mulhousien » d’habitat ouvrier, fondé sur l’habitat individuel et l’accès à la propriété, puis, à partir de 1860, elle ajoute la dimension historique et archéologique. Elle est à l’origine de la fondation de la nouvelle bibliothèque municipale de Mulhouse, ainsi que des premiers musées de Mulhouse, notamment celui d’histoire naturelle[26].

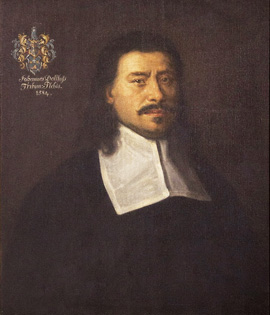
Hans Dollfus (1540-1591)
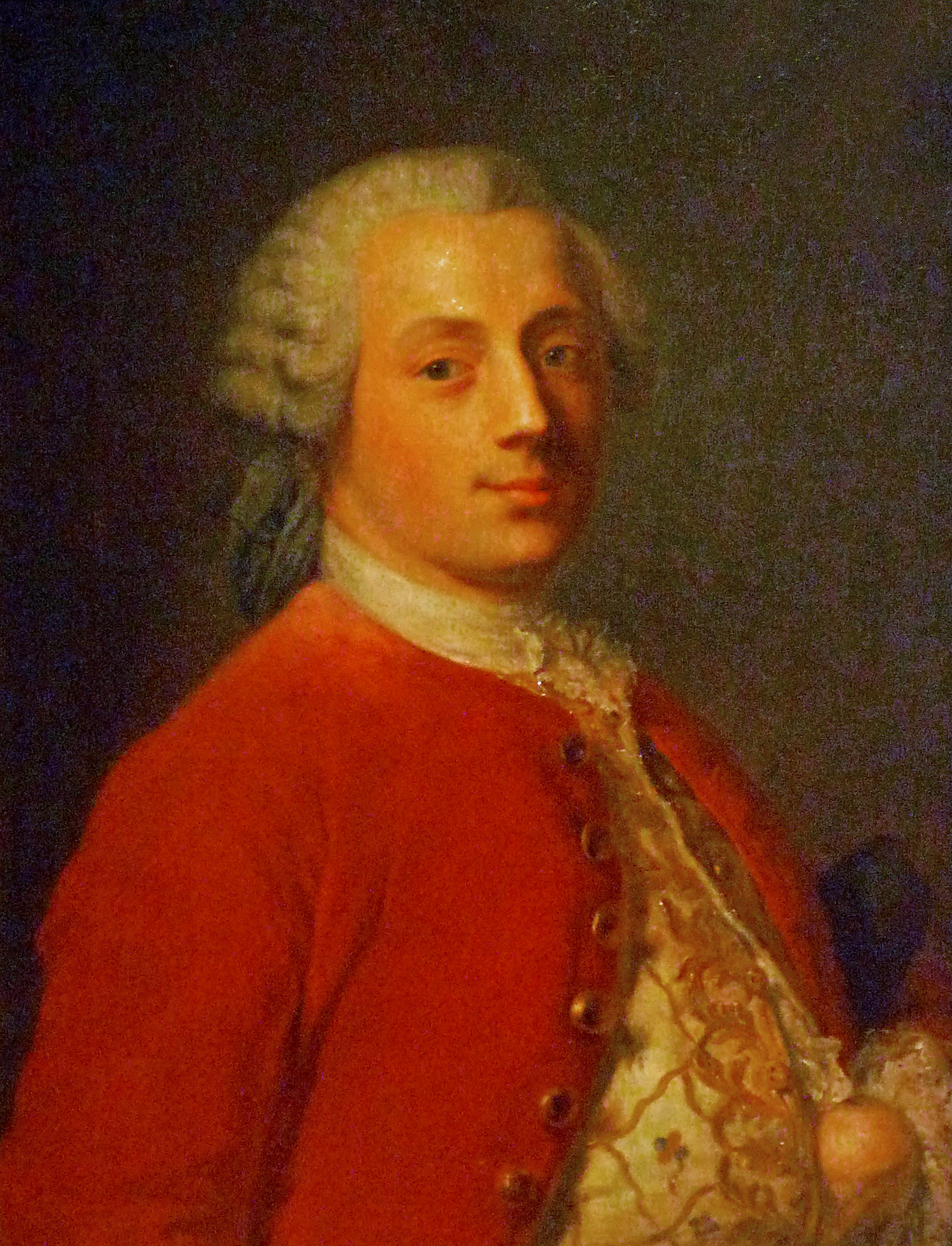
Jean-Henri Dollfus
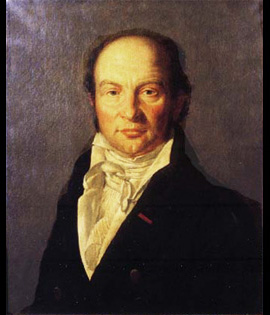
Gaspard Dollfus (1764-1840)
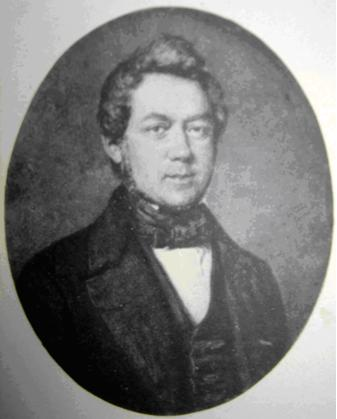
Jean Dollfus (1800-1887)
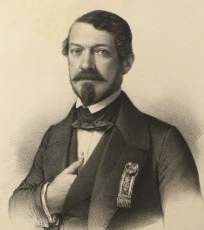
Émile Dollfus (1805-1858)
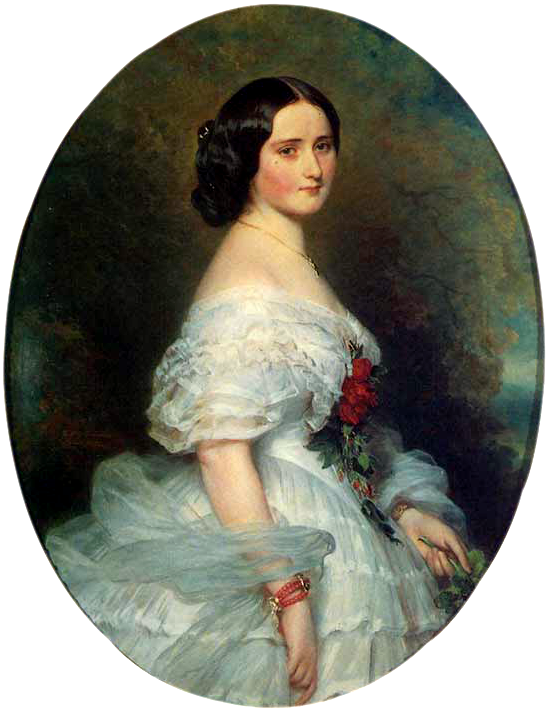
Anna Dollfus, baronne de Bourgoing
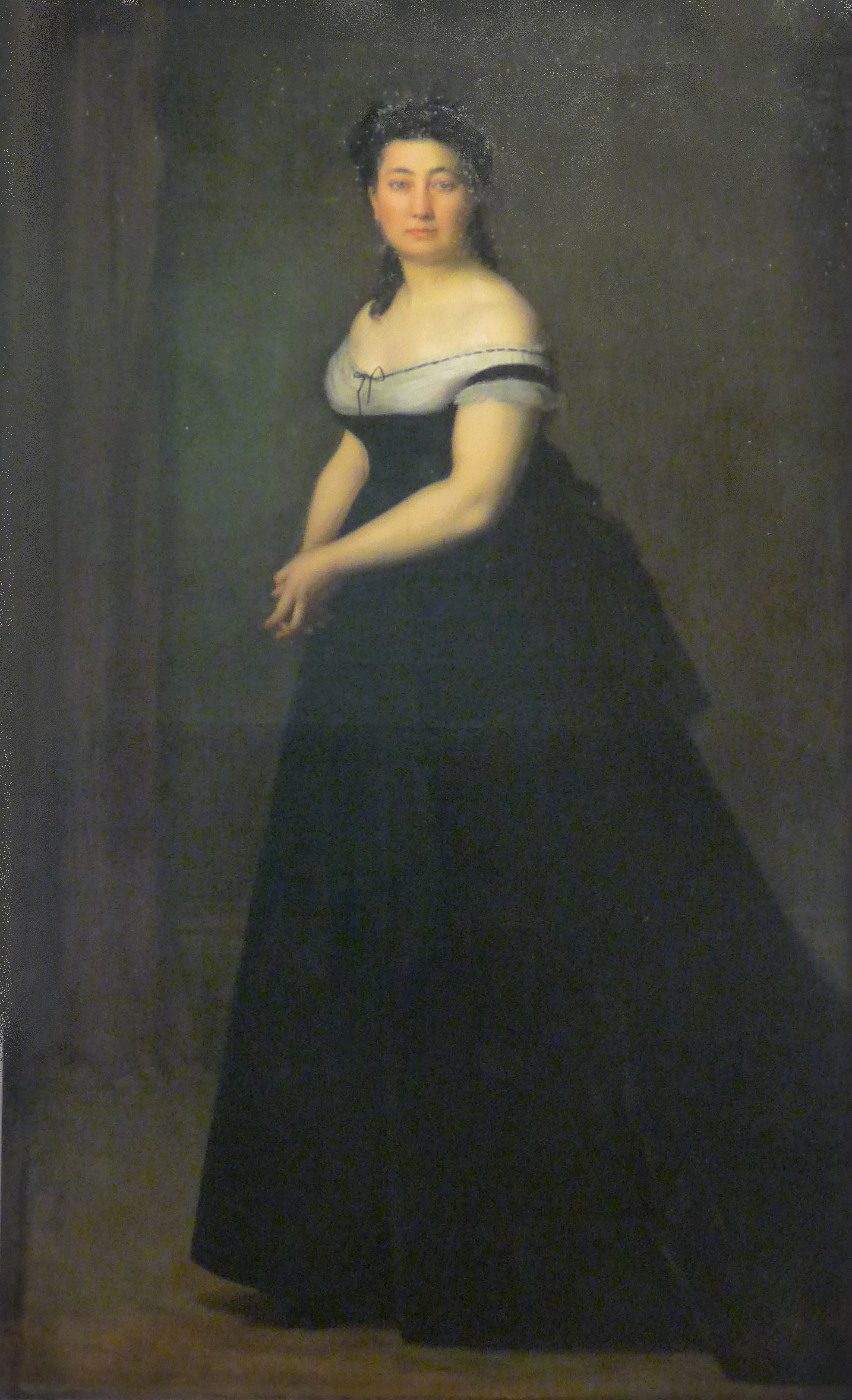
Mme Daniel Dollfus-Koechlin

## Cousinade
Le 28 octobre 2017, 155 descendants Dollfus, Mieg et Koechlin regroupés au sein de l' "association DMK" se sont réunis au Siège de la Société industrielle de Mulhouse pour une cousinade et une évocation historique du passé mulhousien.

## Pour approfondir